# 真島襄一郎

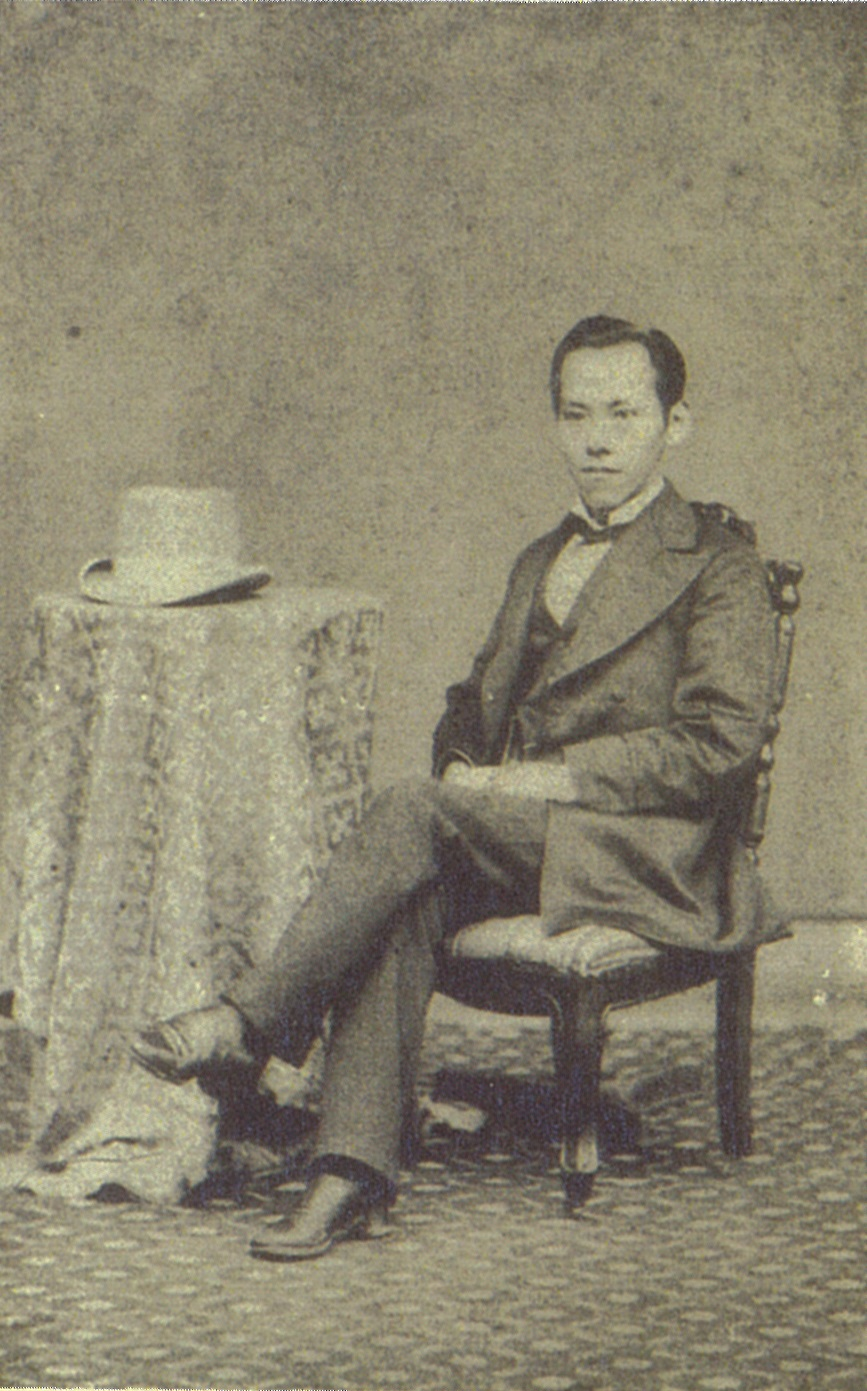
23歳の真島襄一郎

真島 襄一郎（眞島 襄一郎、まじま じょういちろう、1852年（嘉永5年） - 1913年（大正2年）12月13日）は、日本の実業家。日本における洋紙製造業の先覚者の一人であり、製紙会社3社を立ち上げた。真島は、1873年から1911年まで製紙業界に身をおいていた。戦前の日本の製紙業では旧王子製紙（後のいわゆる大王子製紙）が圧倒的なガリバー企業であったが、真島自身は王子製紙の傘下に組したことは一度もなかった。真島は、巨大企業旧王子製紙にとってライバルであり続けた人物であるが、旧王子製紙の継承会社たる現王子製紙からは日本製紙業界の先覚者としてその慧眼に尊敬を受けている人物である。
なお、以降の本稿で単に「王子製紙」とする会社は後に巨大製紙会社いわゆる大王子製紙になる旧王子製紙のことを指す。また、本稿では紙は洋紙を指し、製紙業は洋紙製造業を指す。日本伝統の手工業制和紙は本稿では考えない。

## 生い立ち
真島は1852年（嘉永5年）生まれ、熊本藩の眼科医真島榴斉の養子となり真島榴斉が士籍を得たので士族として扱われる。15、6歳の時に幕府開成所で英書を学び、1868年に長崎奉行の指示によりイギリス海軍測量船シルヴィア号に通訳として乗船した。英語を習得した後、熊本藩洋学校の教授方を務める。1870年（明治3年）熊本藩洋学校教授方を辞め大阪で島田組の名代として商業実務を担当する。

## 蓬莱社時代

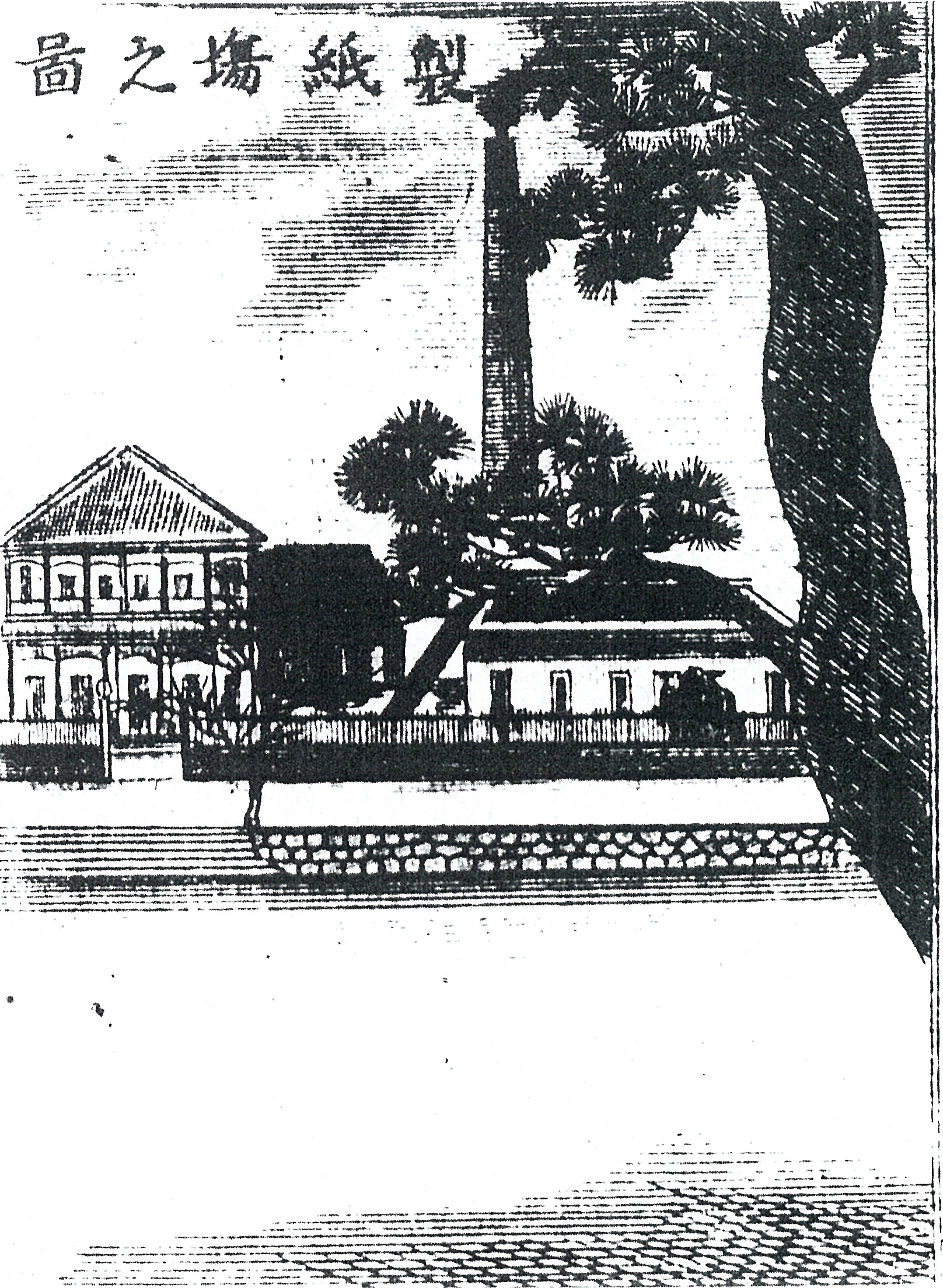
1877年（明治10年） 大阪中之島の真島の製紙工場

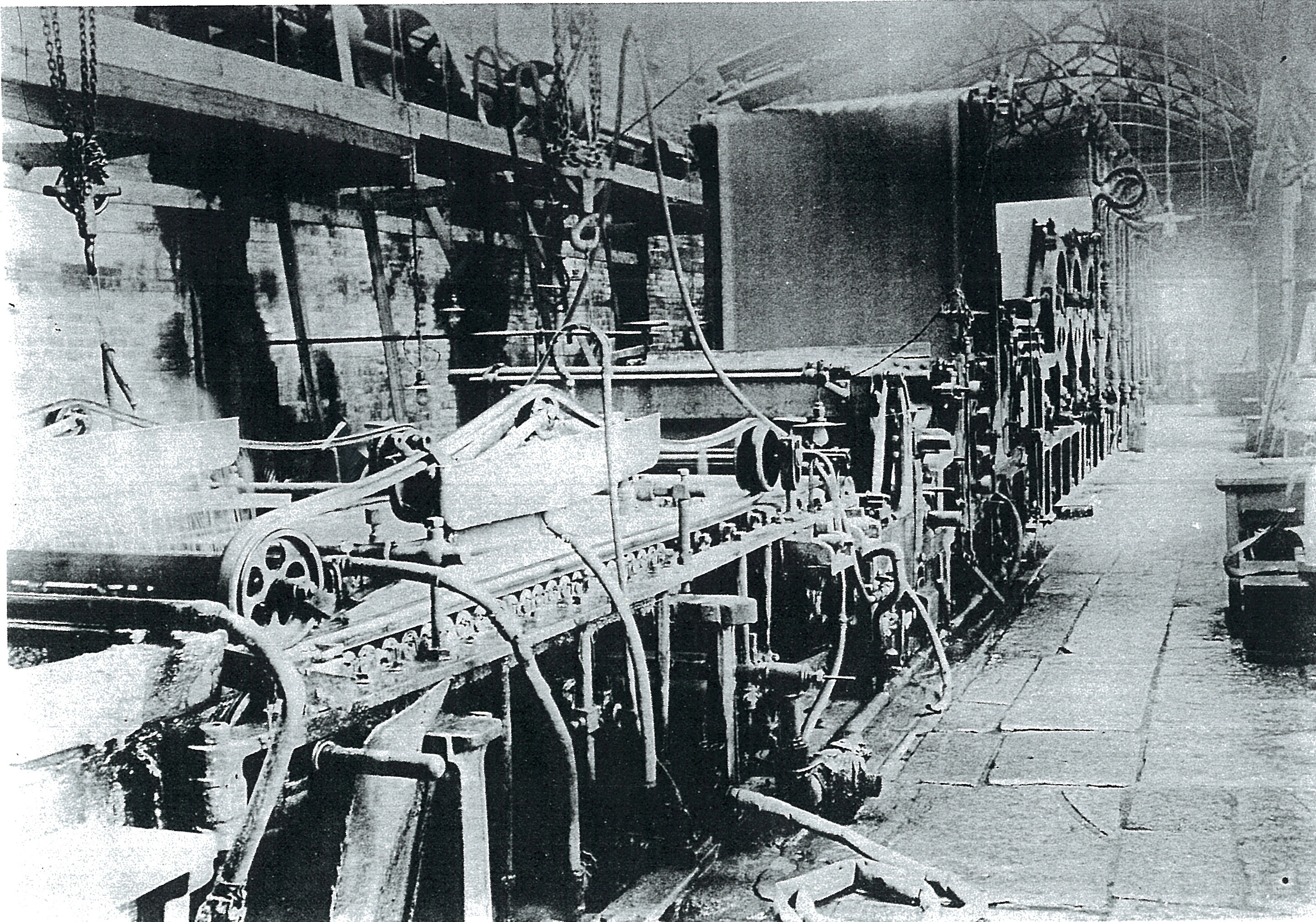
1877年（明治10年） 真島の抄紙機

後藤象二郎の蓬萊社では1873年（明治6年）3月、西洋式機械製糖業を計画し搾汁機と精製機を発注した。搾汁機はサトウキビを搾って白下糖（粗糖）を作り、精製機はそれを精製して精製糖（白砂糖）にする機械である。一方、商人百武安兵衛の洋法楮製商社（1871年設立）は日本初の製紙業を志し製紙機械を発注するが、百武安兵衛は本業の苦境で製紙機械が到着する前に倒産した。倒産した百武安兵衛から頼まれて蓬莱社は同年10月製紙機械を引き取ることにした。製糖機械、製紙機械ともにイギリス製であったため、イギリス人技師を招聘し、大阪中之島に工場を構えることとなった。蓬莱社の企てた機械式製糖業、製紙業はいずれも日本における嚆矢であり、近代的機械製糖業は幕末に薩摩藩が試みたほかは讃岐におけるものと蓬莱社が最初である。製紙業も1874年（明治7年）8月に製造を開始した東京日本橋蛎殻町の有恒社に次いで早い製造開始であった。
この当時の日本では、洋紙の原料は襤褸（ボロ、木綿の古布）が良いとされていたため、蓬莱社は大阪中之島に工場を設けたほか、蓬莱社と時期をほぼ同じく創業した製紙業同業各社はいずれも襤褸を入手しやすい東京、大阪、京都、神戸など大都市に製紙工場を設立したのである。
機械を発注し、工場地を確保し、イギリス人技師も招聘することになった蓬莱社だが商人と士族の会社である蓬莱社には英語に堪能で工場経営に当たれる人材に乏しかった。
そこで工場経営の実務者として白羽の矢が立てられたのが英語に通じたわずか23歳の真島襄一郎である。真島は英語には堪能でも工場経営に当たったことはなかったが、23歳でありながら島田組名代としてすでにその敏腕を評価されていた。蓬莱社の人選の中でもっとも評価が高かったのであろう。蓬莱社大阪中之島工場の製糖業・製紙業の全権を委任されることになる。蓬莱社が真島に与えた月給は100円、この当時の商社（後に三井物産となる）先収会社社員では15-25円程度、もっとも月給額が安い社員で7円であり、同じ時期の抄紙会社（後の王子製紙）支配人の谷敬三が150円、工場助手の大川平三郎は月給6円、職工は5-6円であるので蓬莱社の真島に対する評価の高さは月給の額でも推察できる。
1874年（明治7年）機械とイギリス人技師が到着し11月工場は竣工する。しかし、工場は竣工するが、製糖のイギリス人技師の技術は未熟で砂糖生産は試験操業にもこぎつけず蓬莱社経営時代には実質的に製糖業は行われなかった。
蓬莱社の製紙機械は幅60インチの長網抄紙機で製紙技師は29歳のマクファーレン、製紙機械の試運転を1875年（明治8年）2月に始め1876年（明治9年）には新聞用紙、帳簿用紙、色紙、製本用紙、書翰巻紙、包紙など121トンあまりの紙を抄き売上高は33,406円になる。しかし、蓬莱社本体は創立早々資金繰りが苦しくなり、従業員の月給の支払いも滞りがちになる。勝海舟はこの時期の後藤象二郎の借金に関して「後藤（象二郎）は兎にも角にも幕府の跡始末をしてくれた呉れた人である。その借金が三,四萬圓で埒のあくことであれば徳川家で何んとか心配をするであらうに、蓬莱社その他で百万圓にも上るであらうから何うにも手が出せぬ」というほどで、真島は製紙・製糖の技術面の心配ばかりではなく、経費の節減や運転資金の工面にも奔走する。しかし1876年（明治9年）4月蓬莱社本体の経営はいよいよ立ち行かなくなり、蓬莱社は大阪中之島の製紙工場・製糖工場の機械・設備・債務・債権の一切を真島に譲渡する。
真島は製紙技師マクファーレンから製紙技術を教わるが、マクファーレンは契約が切れた1876年（明治9年）10月イギリスに帰国する。しかし真島はマクファーレンから受けた恩義を忘れず、後年1888年（明治21年）真島が欧米に出張した際にはマクファーレンを訪ね旧交を温めている。さらに養子真島健三郎が1903年（明治36年）渡英した際にもマクファーレンのもとを訪ねさせている。

## 大阪中之島製紙所 東京三田製紙所時代
蓬莱社から工場の一切を譲渡された真島は最初はこれを他人に賃貸することを考えるがうまくいかず、ちょうどそのとき東京三田製紙所の使者中島喜左衛門が真島のもとを訪れる。東京三田製紙所では紙幣寮から地券用紙を大量に受注したがあまりに大量の注文で自分の工場だけでは抄ききれないので真島に一部を抄いてほしいと依頼してきたのである。試験的に抄いてみると成績が良かったのでこの話を受け明治13年までこの仕事で相当な利益を上げる。
また、1877年（明治10年）の西南戦争勃発で新聞用紙の需要が激増し真島の工場も忙しくなり、大阪府から融資を受け新しく製紙機械の注文も出している。
このように真島の製紙業は明治10年以降の数年は好調であったが、製糖業の方ではそうはいかなかった。蓬莱社時代には試験操業にすらたどり着けなかったが、苦心の末1887年（明治10年）には試作にこぎつけ1889年（明治12年）には158トンあまりの砂糖を作る。明治12年単年ではかろうじて黒字化もするが翌1890年（明治13年）にはまた赤字に転落している。真島は香港に人を派遣して製糖技術を取り入れようとし、政府内務省も産業振興の一環で真島の製糖業に2万円の融資を行い育成を試みたが、日本全体の中では真島の作る砂糖はとるに足らない量でしかなかった。品質も決して良質なものではなく当時の砂糖取引の記録の中でも真島の砂糖の記載はほとんどない。なかなかうまくいかないためサトウキビの搾汁はやめ、粗糖を輸入して精製のみを行うように変更するが粗糖の輸入代金に使う洋銀の相場の高騰で大きな損失を受け製糖業は休業する。1882年（明治15年）7月には精糖業を再開するがまたもや洋銀相場が高騰し製糖工場は翌月には閉鎖し大阪在住福岡県士族梅津諒助に製糖工場を譲り渡している。梅津の手に渡っても大阪中之島の製糖業はうまくいかず結局1885年（明治18年）大阪中之島の製糖業は終わりを告げる。
- 明治天皇の工場視察

真島が蓬莱社から譲り受けた大阪中之島の製紙・製糖工場を明治天皇が行幸される。1887年（明治10年）2月16日午前10時大阪府知事の案内で真島の中之島工場を訪れた明治天皇は真島の案内で工場内を見て回り、用意された工場内の休憩所で休憩する。休憩所で天皇のお言葉をいただいた真島は足が震える思いであったのだろう、天皇が休憩された休憩所を行幸記念館と称して大事に保管し、後年それを引き継いだ下郷家が滋賀県に移転し昭和まで保存される。
精糖業の方はうまくいかなかったが、1887年（明治10年）から1880年（明治13年）の時点までは製紙業は好調で、真島は東京にも進出し東京三田製紙所を1880年（明治13年）12月1日譲り受けこれを真島第二製紙所と称した。
しかし、製紙業界に大きな需要をもたらした西南戦争が終了した後に経済界を襲った不況は深刻であり、また、このころの製紙業界では、東京日本橋蛎殻町の有恒社、真島の大阪と東京の二つの工場、東京王子の抄紙会社（後の王子製紙）、京都梅津のパピール・ファブリック社に加えて、神戸のジャパン・ペーパー・メイキング・コンパニーや印刷局抄紙部なども製造を開始し洋紙業界は供給過剰となる。さらに輸入紙の価格は低下し、工場の燃料であった石炭の価格は高騰した。このため真島の会社は深刻な経営難となり1882年（明治15年）8月東京三田の真島第二製紙所を元の所有者の林徳左衛門に売戻し、大阪中之島の製紙工場も同じ1882年（明治15年）8月住友家に売り渡した。
かくして真島の大阪での事業はこれで終了したが、苦労を重ね一時は盛況であった大阪中之島工場に未練があったようである。住友家（工場経営は岡本健三郎に任す）に売り渡す際の契約には後日真島が必要になった際（真島が十分な資金が得たとき）には真島が工場を買い戻す権利が記されている。なので岡本が製紙業に見切りを付、これを大津の近江商人下郷傳平へ譲渡するときにはたびたび真島と折衝したようである。
その後、真島は四日市市の水谷紙料会社（四日市製紙会社の前身）と関係したとされるがその詳細は不明である。

## 富士製紙時代

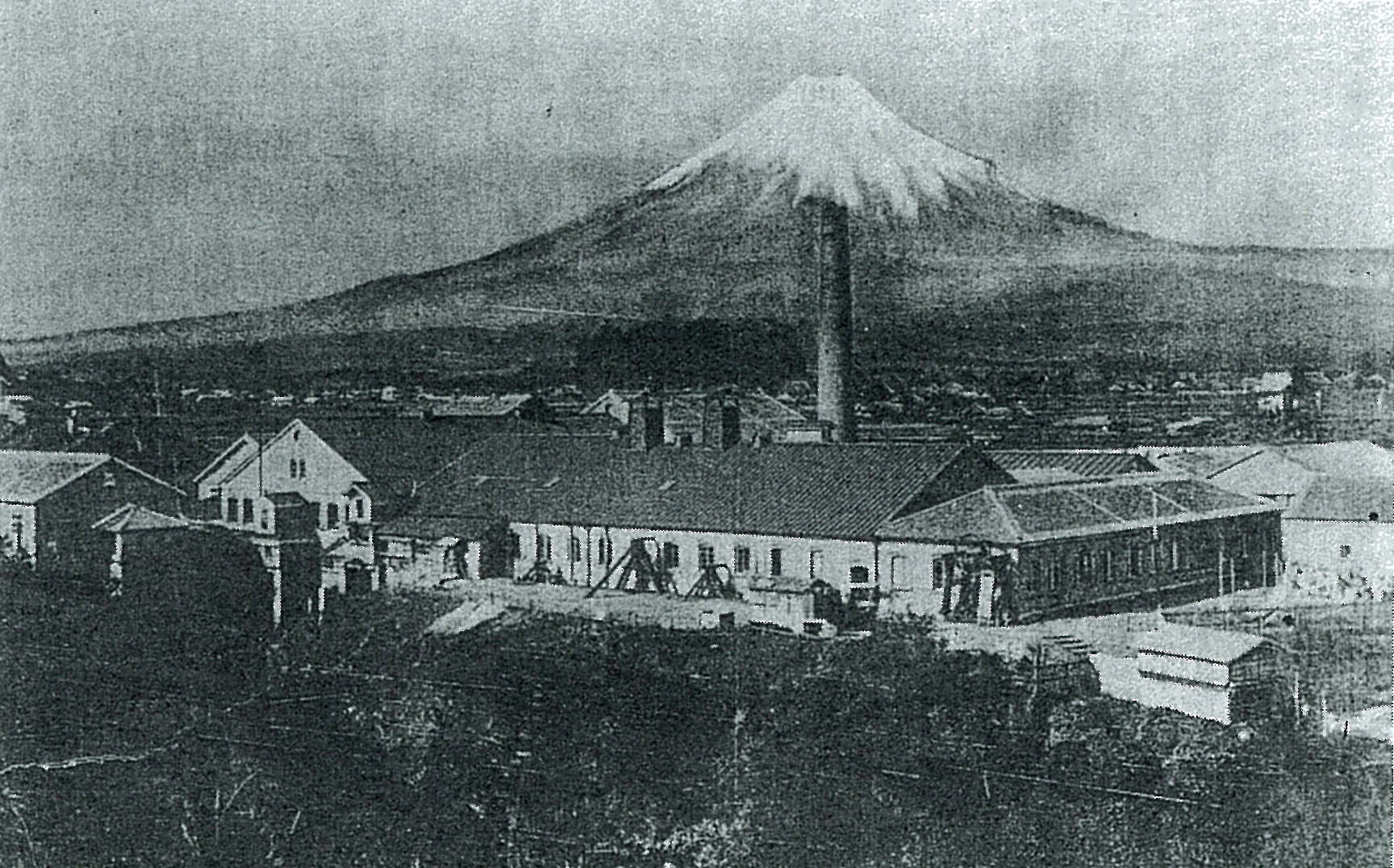
真島襄一郎が工場長を務めた富士製紙入山瀬工場（富士第一工場）1890年(明治23年)

1887年（明治20年）11月安田善次郎をはじめ元政府勧業局長河瀬秀治、元三田製紙所副社長村田一郎、森村組創業者森村市左衛門ら11人が発起人となり資本金25万円の製紙会社、富士製紙が静岡県で創業する。この富士製紙発足に当たって真島襄一郎は監工（工場長）として採用され、設立と同時に欧米へ出張を命じられた。製紙機械を購入し、また欧米の製紙技術などを視察するためである。約1年の出張で1889年（明治22年）1月機械設備を購入して帰国した。欧米の最先端の製紙業を見た真島が社長河瀬に提出した出張報告書で、近代的製紙の原料、技術、機械について述べ、さらに欧米の進んだ製紙業に対して日本の製紙会社の進むべき道を述べている。この報告書は日本の製紙界で「日本の製紙王」と呼ばれる大技術者・実業家である大川平三郎の洋行建白書と並んで日本の初期製紙業の基礎を作った貴重な文章とされている。それまでの日本の製紙業では紙の材料は襤褸（ボロ）か藁というのが常識で、1889年（明治22年）頃の紙商人ですら木材が紙になると聞いて驚いた時代である。
このとき、真島は製紙材料はこの時代以降木材パルプに移行すると見抜いた（欧米ではすでに移行していたが）。自分が工場長となった富士製紙入山瀬工場（富士第一工場）を当初予定の襤褸と藁を材料とする工場から、富士山麓に大量に生えているモミやツガを使いサルファルト・パルプ（SP 亜硫酸パルプ：化学パルプ）とグラウンド・パルプ（GP 砕木パルプ：機械パルプ）の二つを紙の材料とする工場へ変換しようと製造研究に取り掛かった。SPは品質のよい紙が作れるが技術的に難しくコストも高く、GPは技術的に容易でSPほど質の良い紙は作れないが襤褸と藁と比べると品質も良く価格も安くできる。
この時期、真島より一歩早く王子製紙の大川平三郎もSPの製造に取り組んでいたが、技術的に困難で壁に当たっていた。真島も大川と同じくSP製造では技術の壁に当たっていたが、王子がこの時期には採用しなかったGPでの紙製造開発に真島の工場はいち早く成功し1891年には新聞紙や更紙などをGPを用いて生産を開始している。王子製紙の大川平三郎はSPの製造では富士製紙より一歩早く成功するが、GPの成功で一歩先を進んだ富士製紙は1898年（明治38年）には生産量・売上高で王子製紙を抜き去り日本で最大手の製紙会社になる。この富士製紙の優勢は、王子製紙の最先端の巨大工場苫小牧工場が本格稼働するまで続くことになる。
真島はGPの生産に並行して、SPの研究もつづける。雇った技術者は学校を卒業したばかりのエメル・ネメチー。王子の大川でさえ苦労したSPでネメチーも真島も苦労するが1892年（明治25年）富士製紙のSP製造もなんとか立ち上がる。これを機に富士製紙は抄紙機の増設を図り生産量を増加させる。
富士製紙は真島の木材パルプへの先見の明によって日本の製紙界で一歩リードするが、その真島のところに1893年（明治26年）末、神戸の友人が訪れ「マッチ製造では廃材がどうしても出るが、その廃材を使ってマッチ箱用紙を安く作れないか？」と相談を受けた。当時、神戸ではマッチ製造が盛んで廃材も相当な量だったが、廃材はただ焼却していたのである。マッチ製造中に出る廃材は最初から小さく薄くなっていて普通の木材からパルプを作るより簡単で、大規模な設備もいらない。こう考えた真島はただちに（せっかく軌道に乗った会社だが）富士製紙を退職して事業を立ち上げる。

## 真島製紙所・大阪製紙株式会社

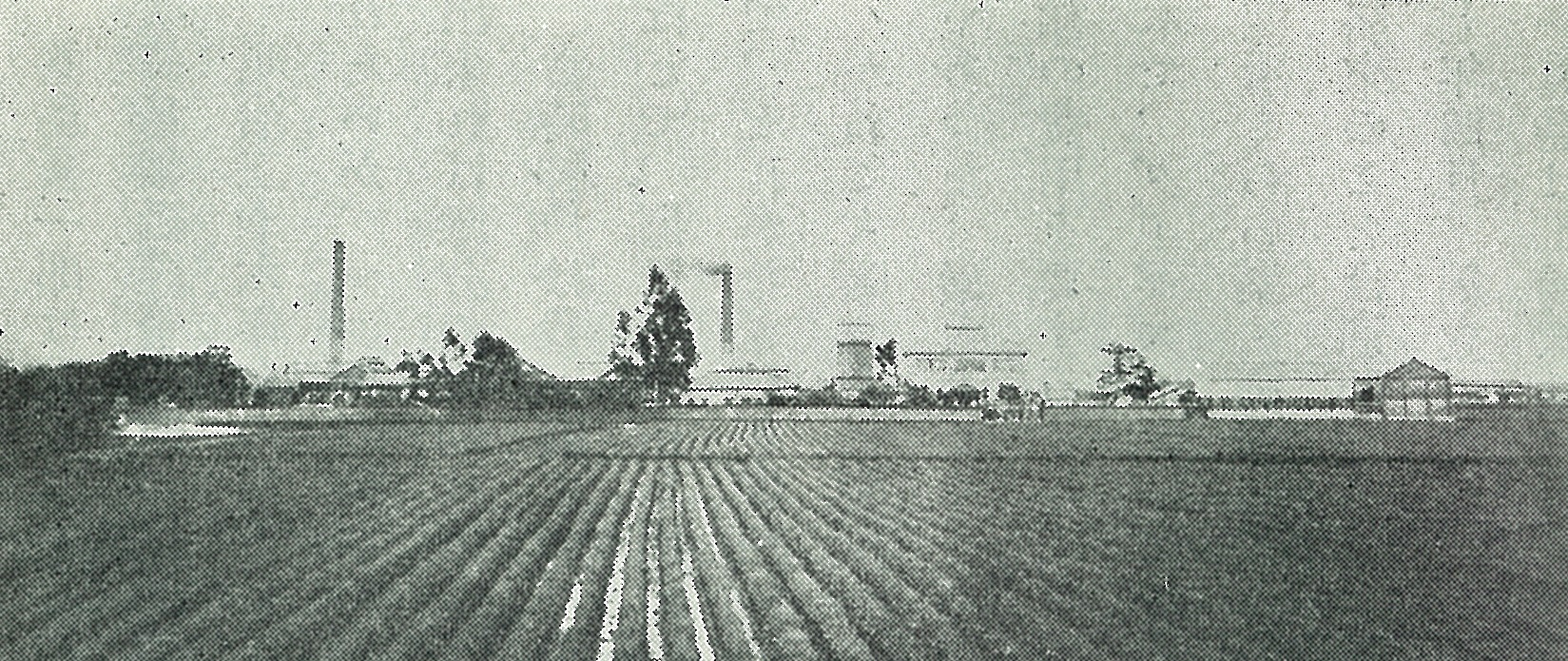
真島製紙所 現在の王子製紙神崎工場地

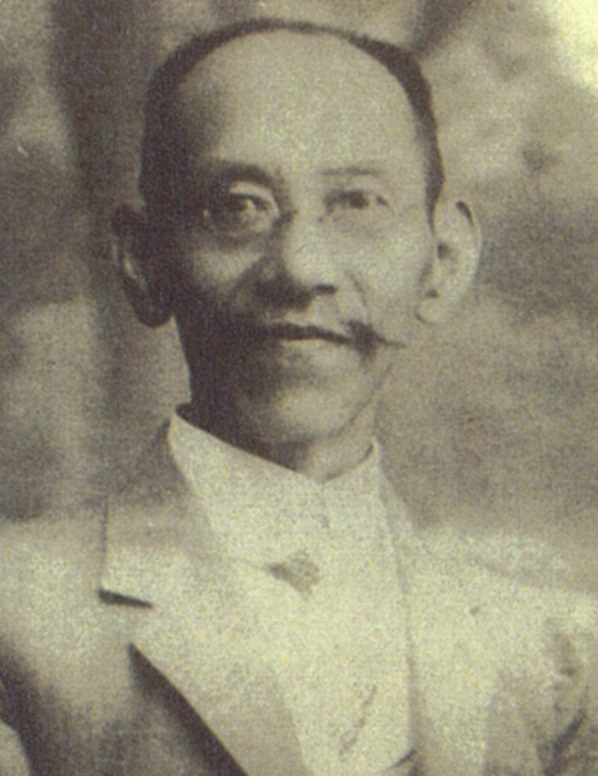
晩年の真島襄一郎

富士製紙を退職した真島は1894年（明治27年）4月尼崎市定光寺に72インチ円網抄紙機2台と円型木釜1基を備えた工場の建設を始め、同年末には真島製紙所と社名を定め操業を開始する。真島は資金不足もあり製紙機械は国産品で行こうと考えた。機械の大部分は大阪安治川の岡本鐵工所と大阪鐵工所に発注した。しかし、直径4尺大のドライヤー（紙を乾かすために加熱できる金属円筒）だけは日本国内で作ることが出来るのは大阪の砲兵工廠だけで砲兵工廠に依頼した。民間が持っていない設備をもつ砲兵工廠は余裕があれば民間の依頼も受けていたのである。しかし、砲兵工廠でも十分に質の高い品が作れず2級品ばかり出来上がってしまってきたところに日清戦争が勃発し、砲兵工廠は戦時下では民間の仕事をしている余裕はないとそれ以上の製造を断わってきた。真島は仕方なく出来上がっていた2級品を引きとり間に合わせている。
なんとか事業が軌道に乗った1895年（明治28年）10月、真島製紙所は資本金を10万円に増やし合資会社真島製紙所に組織改編し、手漉きのねずみ色封筒が流行ったのをみて類似品を製造したり半紙なども抄いてみたり簀目入り紙を作ってみるなど多彩な商品を工夫して好評を博している。
1898年（明治31年）には更なる事業発展のため、大阪の富豪である野田吉兵衛から出資を受け、真島の会社は資本金46万円の大阪製紙株式会社となった。真島は64インチ円網抄紙機2台を増設した。この時期の真島は意気揚々として関東の王子製紙や静岡の富士製紙に並ぶ大会社にしていこうと考えており、1899年（明治32年）には同業他社（前田製紙）への技術支援も行うまでになっていた。三井物産の協力で中国向け輸出も好調で、さらに1904年（明治37年）の日露戦争での特需で空前の好景気に多大な利益を上げることが出来た。ところが日露戦争終戦後は中国向け輸出が振るわなくなり88インチ長網抄紙機を増設したり、旧式の円網抄紙機2基を改造して75インチ長網抄紙機に変えるなど努力はしたものの、1907年（明治40年）頃からの不景気は重くのしかかる。真島は減資まで行ってみたが経営は立ち行かなくなり、ついに1910年（明治43年）6月には大阪製紙株式会社は解散し、工場は出資者の野田の手に渡り、真島は製紙業界を引退する。
真島は不遇な老後を暮し、1913年（大正2年）12月大阪緒方病院で逝去する。
墓は梅松院（大阪市天王寺区）にある。梅松院は代々大阪で眼科医をしていた真嶋一族の菩提寺である。

## 真島が関係した製紙会社各社のその後と大王子製紙
蓬莱社製紙部真島が23歳で初めて製紙にかかわった会社。のちに真島自身が所有する会社となり一時は景気も良かったがやがて経営難となり、1882年（明治15年）8月住友へ売渡し岡本健三郎を社長に大阪製紙所に変わる。大阪製紙所は1883年（明治16年）12月近江商人下郷傳平に所有が移り下郷製紙所のち中之島製紙株式会社となり、1920年（大正15年）中之島製紙は樺太工業に吸収合併され、樺太工業は1923年（昭和8年）、王子製紙に吸収合併される。
三田製紙所有恒社、蓬莱社、抄紙会社とならび日本の製紙の黎明期の会社の一つ。中之島時代の真島の景気が良かった1880年（明治13年）、真島はこれを買収して真島第二製紙所とする。1882年（明治15年）には元の経営者林徳左衛門に売り戻すが三田製紙所はそのまま再開されることはなく終わる。
水谷紙料会社真島が富士製紙株式会社に入る前、浪人時代に関わったとされる会社。1887年（明治20年）四日市製紙株式会社となり、1920年（大正9年）富士製紙に吸収合併される。富士製紙は1923年（昭和8年）、王子製紙に吸収合併される
富士製紙株式会社1887年（明治20年）の創立時真島が監工（工場長）として参加した会社。王子製紙と日本一の製紙会社の座を争うが1923年（昭和8年）王子製紙に吸収合併される。
真島製紙所1894年（明治27年）真島が創立した会社。1895年（明治28年）合資会社真島製紙所となり、出資を受け真島経営のまま1898年（明治31年）大阪製紙株式会社と改組する。1910年（明治43年）、真島の手を離れて野田吉兵衛経営の野田製紙所となるが、1915年（大正4年）野田は製紙所を富士製紙に譲渡する。真島が建てた工場は富士製紙神崎工場となるが富士製紙もまた1923年（昭和8年）、王子製紙に吸収合併される。現在の王子製紙神崎工場である。
前田製紙株式会社1898年（明治31年）には著名な勧業奨励家の前田正名が北海道に紙パルプ製造事業を立ち上げることを考える。1899年（明治32年）、前田は富士製紙に技術援助を求めるが新工場を建設中の富士製紙には余裕がなく、真島襄一郎を紹介する。真島は話を聞き工場設計および技術指導ならば引き受けても良いと答え前田は工場建設の権限を真島に移譲する。真島は1899年（明治32年）秋には北海道を視察し部下の技師塚本文三郎に前田の新工場建設を任せる。しかし前田が用意できた資金は少なく塚本は予算不足に悩みながらも建設を進め、真島は女婿の幸次郎も派遣しこれを援助させ1901年（明治34年）5月めでたく開業する。真島はさらに技術者を送り込むが設備を改善するにも資金がなく良質なパルプの製造にはこぎつけなかった。前田はついに前田製紙としての事業をあきらめ、富士製紙の出資を求めて1902年（明治35年）北海紙料株式会社として組織変えする。1906年（明治39年）、北海紙料株式会社は富士製紙に買収される。

## エピソード
派手好みの性格真島は派手好みな性格だったようで1880年（明治13年）東京三田製紙所を買収した時分、上京する時にはその都度洋服を新調し、黒塗り勅任馬車（勅任馬車にそっくりに仕立てた馬車）を駆って颯爽とその雄姿を諸人に見せびらかした。後年、その訳を聞かれた真島が人に言うには「僕敢て豪奢に衒うに非ず、東京人未だ工業を解せず、僕は斯くして彼等を警醒せんと欲するのみ」とうそぶいた。また、1881年（明治14年）、真島の製糖業はうまくいかず苦労しているにもかかわらず、暑中見舞いとして知人たちに砂糖を大量に贈りつけている。
真島襄一郎、工場排水を飲む。1893年（明治26年）富士製紙入山瀬工場長だった真島はサルファイト・パルプ（化学パルプ）の工業化に成功するが、工場の排水路沿いの農民は工場排水が農業に悪影響を与えるのではないかと恐れ工場に抗議に現れる。暴徒化し殺到する農民を前に真島は「排水は大して害にならぬから心配に及ばぬ」と言う。ところが農民たちは「この毒々しい排水が作物の害にならないはずはないだろう。それが害でないというなら飲んでみろ！」と返すが、真島はコップに注がれた工場排水を平然と飲み干して「このとおり、人間に害にならぬものが何で作物に害になるものか？」と言い返す。これに肝をつぶした農民はそれ以上文句を言えず三々五々引き返していった。心配された翌年の農作物はどういうわけか出来がよかった。そのため数年間は排水問題は起こらなかったが、しかしながら（真島は飲んで見せたが）工場排水が農作物に良いはずもなく、富士製紙はこののち排水対策に力を注ぐことになる。